# El Morredón
El yacimiento arqueológico de El Morredón compuesto por El Morredón I y El Morredón II (también llamado El Solano) es un yacimiento arqueológico en Fréscano (Aragón, España). Incluye los restos materiales de un poblado habitado de la Edad del Bronce tardía a la primera Edad del Hierro (siglo XII a. C. a siglo VI a. C.).

## Descripción
El yacimiento se ubica en un alto local, similar a otras ubicaciones de las vecindades en las que se han descubierto yacimientos del mismo periodo como Burrén y Burrena, El Alto (Cortes de Navarra) o El Convento. El yacimiento forma una meseta de aproximadamente 200x100 m, desde la que se controla visualmente un tramo bajo de la ribera del río Huecha. 
El poblado parece organizado alrededor de una calle central. Se trata de un modelo que maximiza el área urbanizada y que aprovecha las propias viviendas como perímetro para la defensa. No hay evidencias de que el poblado contara con fortificaciones especializadas más allá de esta disposición. Esta disposición permite además evitar las inclemencias del cierzo, viento local en el valle del Ebro, en un cabezo como el del poblado. Al nordeste se han encontrado unas estructuras para fuegos que podrían ser espacios comunitarios (hornos...) pero cuya interpretación es dudosa.
En la ladera se han excavado una quincena de viviendas, de entre 18 y 30 metros cuadrados con una base de piedra y elementos superiores de tapial y adobe. Este adobe muestra signos de haber estado decorado y algunas de las estancias descubiertas han sido propuestas como espacios rituales o religiosos.
Ya por debajo de esa meseta y en una loma más amplia pero aún por encima de otros relieves locales se encuentra El Morredón II. En esta parte se han encontrado algunos materiales similares a los del poblado y, particularmente, numerosos restos de herramientas de piedra.
El yacimiento también ha mostrado restos de actividad agrícola, cultivándose olivo y trigo. Ha llamado la atención de los especialistas la abundancia del trigo, que se ha encontrado en todos los niveles. Igualmente destaca la presencia de herramientas agrícolas en las zonas más bajas y aptas para el cultivo de cereal.
Se ha encontrado igualmente cerámica de múltiples tipologías, destacando particularmente en cerámica excisa. La cerámica del yacimiento muestra un gran nivel de conservación. Procede de arcillas locales, trabajadas a mano y horneadas en hornos básicos similares a los de yacimientos vecinos. Otros hallazgos incluyen materiales metálicos, cuentas y abalorios.

## Historia
La tipología de las herramientas de piedra halladas en El Morredón II es similar a las de la Edad del Bronce en el resto del valle del Huecha, donde la cultura de la Muela de Borja, (Moncín, Majalares) podría haberse expandido buscando más tierras de cultivo.
Los restos más antiguos encontrados en El Morredón I apuntan a una primera ocupación durante las fases finales de la cultura de la Muela de Borja, que comienza a decaer durante el siglo XII a. C. empezando a observarse asentamientos en cumbres más bajas. Esta ocupación empezaría en el noreste del yacimiento. La cercanía geográfica y la continuidad de los hallazgos de cerámica encontrados entre ambos yacimientos apuntan a que la comunidad de El Morredón II podría haberse concentrado en El Morredón I en dicho periodo. Sin embargo, el periodo también coincide con los primeros indicios de la llegada de la cultura de los campos de urnas a la zona generando un panorama complejo.
La gran mayoría de la cerámica hallada corresponde a dicha fase del bronce final. Existen sin embargo ciertas incertidumbres en algunas dataciones, especialmente dada la perturbación de la estatigrafía del yacimiento por expolios. La homogeneidad de ciertas decoraciones en la zona ha hecho a algunos autores hipotetizar con la presencia de una tipología característica del valle del Huecha en el periodo.
El comienzo de la edad de hierro en la zona (s. VIII a. C.) supone el auge de El Morredón y los poblados de la zona. El poblado de El Morredón muestra haber sido un foco metalúrgico y, por el origen de la materia prima hallada, participaba en redes comerciales que le permitían importar plomo del sur de la península ibérica. El hallazgo de materia en lingotes para su transporte y de útiles para la metalurgia coincide en esta especialización metalúrgica. El hallazgo de decoraciones de ámbar, no originario de la zona y ausente en otros yacimientos relacionados, es muestra de la amplitud de la red comercial del yacimiento.
El poblado fue destruido violentamente en el mismo periodo que otros emplazamientos vecinos. Las tendencias regionales y la aparición de ajuares de guerrero en el periodo han dado lugar a asociaciones de esta destrucción con migraciones celtas a la península ibérica.

## Descubrimiento
El Morredón I fue descubierto en 1970 por el profesor de Borja Santiago Carroquino. Este realizó varias visitas con acompañantes recuperando material superficial y lo notificó a los arqueólogos Beltrán Martínez y Martín Bueno. En 1976 el responsable de arqueología del Centro de Estudios Borjanos, Isidro Aguilera alertó de excavaciones ilegales, algo que fue posteriormente denunciado por vecinos y profesionales.
Desde 1979 se produjeron múltiples visitas arqueológicas, así como la deposición de los hallazgos originales en el museo de Zaragoza. En 1981 notablemente se encontraron nuevos restos en la finca "El Solano", contigua al primer yacimiento, durante trabajos de Ignacio Royo en el emplazamiento. Fue declarado Bien de Interés Cultural en 2000.
El yacimiento no fue excavado sistemáticamente hasta 2002-2004. Estas excavaciones ampliaron la zona descubierta al sudoeste en los trabajos previos además de explorar la parte nortedeste del yacimiento.  Los trabajos descubrieron numerosos objetos de metal (principalmente de bronce, con algunos de hierro).